# عبد الرب علي مصطفى العيسائي
عبد الرب علي مصطفى العيسائي (1943- 4 فبراير 2017)، سياسي وعسكري يمني وأحد مؤسسي المنظمة الثورية لتحرير الجنوب عام 1961م.

## حياته
ولد في قرية المعزبة العياسئ من أسرة فلاحية، نشأ في القرية ودرس في المعلامة القرآن الكريم، وعندما بلغ سن الحادية عشر غادر القرية إلى عدن وعمل بها مصوراً في أحد الأستيديوهات وفي المساء كان يدرس في معهد البيحاني ولمدة عام.
عندما اشتد عودة وبلغ سن الثامنة عشر من العمر أسس منظمة جنوب اليمن الثورية عام 1961 إلى جانب كل من محمد صالح مطيع وعبد الله مطلق وفضل محسن وأحمد حاجب وسعيد الحوثري وقد كانت هذه المنظمة إحدى المنظمات السبع التي تشكلت منها الجبهة القومية.
في عام 1964م كان من ضمن الثوار الذي أرسلوا إلى تعز سراً للتدريب على الأسلحة المتوسطة والمتفجرات في قصر صالة على أيادي مصريين ولمدة عشرة أيام وكان التدريب بشكل متواصل ليلاً ونهاراً ثم عاد إلى عدن مع مجموعته وأسندت لهم القيام بالأعمال الفدائية ضد المحتل البريطاني وبعد عودت من تعز بفترة قصيرة أسندت له مسؤولية القطاع الفدائي في المعلا والتواهي وأصبح من أبرز قادة العمل الفدائي في عدن حينها وعرف باسمه الحركي (مصطفى ) وشارك في كل مؤتمرات الجبهة القومية عدى مؤتمر خمر.
بعد نيل الاستقلال عام 1967م اختير ضمن مجموعة من القيادات للعمل في سلك الشرطة وتلقى دورة تأهيلية لمدة ثلاثة أشهر ثم منح ملازم أول وأسندتقيادة الشرطة فكان قائد شرطة البريقا عدن الصغرى.

## مناصب
- مدير أمن محافظة عدن في عام 1969م.
- قائد للشرطة المسلحة بالجمهورية.
- عضو في أول مجلس للشعب.
- عضو المحكمة العليا لأمن الدولة.
- قائدا لسلاح الجمارك والتهريب في الجمهورية.
- مديرا للدفاع المدني للجمهورية.
- رئيس هيئة الأركان العامة وزارة الداخلية حتى الوحدة.
- وكيل وزارة الداخلية لشؤون التأهيل والتدريب بعد الوحدة.
- وكيل وزارة الداخلية ومدير امن عدن عام 1993 م حتى حرب 1994م.

## جوائز
- حصل على العديد من الدورات العسكرية المختلفة في الداخل والخارج ومنه دراسات في القيادة والأركان في ألمانيا والاتحاد السوفيتي سابقاً.[بحاجة لمصدر]
- منح العديد من الشهادات التقديرية في عملة والميداليات منها ميدالية مناضلي حرب التحرير وكذلك منح العديد من الأوسمة الرفيعة منها وسام 14 أكتوبر من الدرجة الأولى مع أول مجموعة وكذا وسام 22 يونيو من الدرجة الأولى.[بحاجة لمصدر]